# Lorena Ochoa
Lorena Ochoa (Guadalajara em 15 de novembro de 1981) é uma jogadora profissional mexicana de golfe que joga nos torneios da LPGA Tour dos Estados Unidos (versão da PGA Tour). Atualmente está posicionada como a número um do ranking mundial de golfe feminino. Como se trata da primeira desportista do México, independente do sexo, a ser classificada como número um do mundo, ela é considerada a melhor golfista mexicana de todos os tempos.

## Carreira profissional
Ochoa deixou a universidade depois do seu segundo ano para se tornar profissional. Ela ganhou três dos dez eventos disputados no Futures Tour de 2002, atingindo o topo da lista premiações e conquistando a adesão do LPGA Tour para a temporada de 2003. Ela também foi eleita a jogadora do ano do Duramed FUTURES Tour.
Em sua temporada de estreia na LPGA Tour, ela conseguiu terminar por oito vezes entre as dez finalistas, incluindo no Wegmans Rochester e Michelob Light Open em Kingsmill, finalizando a temporada eleita como a novata do ano e na nona posição na lista oficial da LPGA de premiação em dinheiro. Em 2004 ela conquistou suas duas primeiras vitórias no LPGA Tour: no Franklin American Mortgage Championship (quando tornou-se a primeira golfista nascida no México a conquistar um torneiro do LPGA Tour) e o Wachovia LPGA Classic. Neste mesmo ano, ela se posicionou nas dez primeiras colocações em três dos quatro maiores campeonatos de golfe feminino.